# Phyllanthus confusus
Phyllanthus confusus är en emblikaväxtart som beskrevs av John Patrick Micklethwait Brenan. Phyllanthus confusus ingår i släktet Phyllanthus och familjen emblikaväxter. Inga underarter finns listade i Catalogue of Life.